# Фретенхајм
Фретенхајм (њем. Frettenheim) општина је у њемачкој савезној држави Рајна-Палатинат. Једно је од 69 општинских средишта округа Алцеј-Вормс. Према процјени из 2010. у општини је живјело 321 становника. Посједује регионалну шифру (AGS) 7331028.

## Географски и демографски подаци
Фретенхајм се налази у савезној држави Рајна-Палатинат у округу Алцеј-Вормс. Општина се налази на надморској висини од 171 метра. Површина општине износи 2,7 km². У самом мјесту је, према процјени из 2010. године, живјело 321 становника. Просјечна густина становништва износи 117 становника/km².